# Chełchy Iłowe
Chełchy Iłowe [pronunciación en polaco: /ˈxɛu̯xɨ iˈwɔvɛ/] es un pueblo ubicado en el distrito administrativo de Gmina Karniewo, dentro del condado de Maków, Voivodato de Mazovia, en el centro-este de Polonia. Se encuentra a unos 11 kilómetros al oeste de Maków Mazowiecki y a 75 kilómetros al norte de Varsovia.